# Воля-Бранецька
Воля-Бранецька (пол. Wola Branecka) — село в Польщі, у гміні Промна Білобжезького повіту Мазовецького воєводства.
Населення — 28 осіб (2011).
У 1975-1998 роках село належало до Радомського воєводства.

## Демографія
Демографічна структура станом на 31 березня 2011 року:
|          | Загалом | Допрацездатний вік | Працездатний вік | Постпрацездатний вік |
| -------- | ------- | ------------------ | ---------------- | -------------------- |
| Чоловіки | 18      | 1                  | 15               | 2                    |
| Жінки    | 10      | 0                  | 7                | 3                    |
| Разом    | 28      | 1                  | 22               | 5                    |